# Tert-Butanol
tert-Butanol, alkohol tert-butylowy, C
4H
9OH – organiczny związek chemiczny z grupy alkoholi alifatycznych, jeden z izomerów butanolu; najprostszy alkohol trzeciorzędowy. Stosowany jest jako rozpuszczalnik i reagent.
Hydroksylowy atom tlenu w t-butanolu ma słabe właściwości nukleofilowe, w związku z czym trudno reaguje w reakcjach typu SN2. Cechę tę wykorzystuje się w badaniach mechanizmów reakcji.
Sole t-butanolu i metali alkalicznych (np. tert-butanolan potasu, t-BuOK) używane są jako mocne zasady w syntezie organicznej, zwłaszcza jeśli rozpuszczalnikiem w reakcji nie jest t-butanol, lecz związek aprotonowy (na przykład DMSO).